# Hyposcada sao
Hyposcada sao är en fjärilsart som beskrevs av Jacob Hübner 1816. Hyposcada sao ingår i släktet Hyposcada och familjen praktfjärilar. Inga underarter finns listade i Catalogue of Life.